# Harold Franks
Harold Franks est un boxeur anglais affilié au St. Pancras Amateur Boxing Club.

## Carrière
Il remporte aux Jeux olympiques d'été de 1920 à Anvers la médaille de bronze dans la catégorie mi-lourds. Après une victoire face au français Louis Piochelle, Franks perd en demi-finale contre l'américain Edward Eagan.

## Palmarès

### Jeux olympiques
- Jeux olympiques d'été de 1920 à Anvers[2] (poids mi-lourds)

## Référence
1. ↑  Olympedia
2. ↑  (en) Résultats des Jeux olympiques 1920 (amateur-boxing.strefa.pl)